# Pierre Cope
Pierre Cope es un músico y cantante inglés, quien formó parte del dúo Dinger.

## Historia
Pierre Cope integró, como bajista, un efímero grupo llamado The Void, que no brindó recitales, ni grabó. Cope deja la banda y le propone a Andy Bell, cantante de la misma, formar un dúo. Así nace Baume, más tarde rebautizado con el seudónimo de Andy Bell: Dinger, con el cual editaron un solo sencillo Air of Mistery, en 1985. Tras este sencillo, la banda se separaría en buenos términos y Andy Bell concurriría a una audición, donde finalmente sería elegido por Vince Clarke y formarían el dúo Erasure.

Pierre Cope se casó y tuvo tres hijos. Se dedicó a la docencia, enseñando Ciencia. Posteriormente, se radicó en Francia.

En 2008, se editó Paper Chain, álbum de Pierre Cope and India Girls.
En los últimos años, encontró en sus archivos más material grabado entre 1982 y 1985, en Dinger. En 2009, con la anuencia de Andy Bell, su compañero de entonces, lanzó de manera gratuita por internet, el tema The End, restaurando el demo encontrado. Esto abrió la puerta para futuros lanzamientos con viejo material de Dinger recuperado. Así vio la luz el EP Sunsets Pink, realizado a beneficio de las víctimas del Tsunami de Japón de marzo de 2011. 